# Abbatiale Saint-Ferréol
L'abbatiale Saint-Ferréol est une abbatiale situé à Essômes-sur-Marne (Aisne) datant du second quart du XIIe siècle. Elle faisait partie de l'abbaye d'Essômes.

## Localisation
L'abbatiale est située sur la commune d'Essômes-sur-Marne, dans le département de l'Aisne.
Elle est située sur la rive nord de la Marne à 3 km à l'ouest de Château-Thierry.

## Historique
L'abbaye Saint-Ferréol a été fondée au XIe siècle à proxilité de Château-Thierry. Des chanoines réguliers de saint Augustin s'y sont installés à l'initiative des évêques de Soissons.

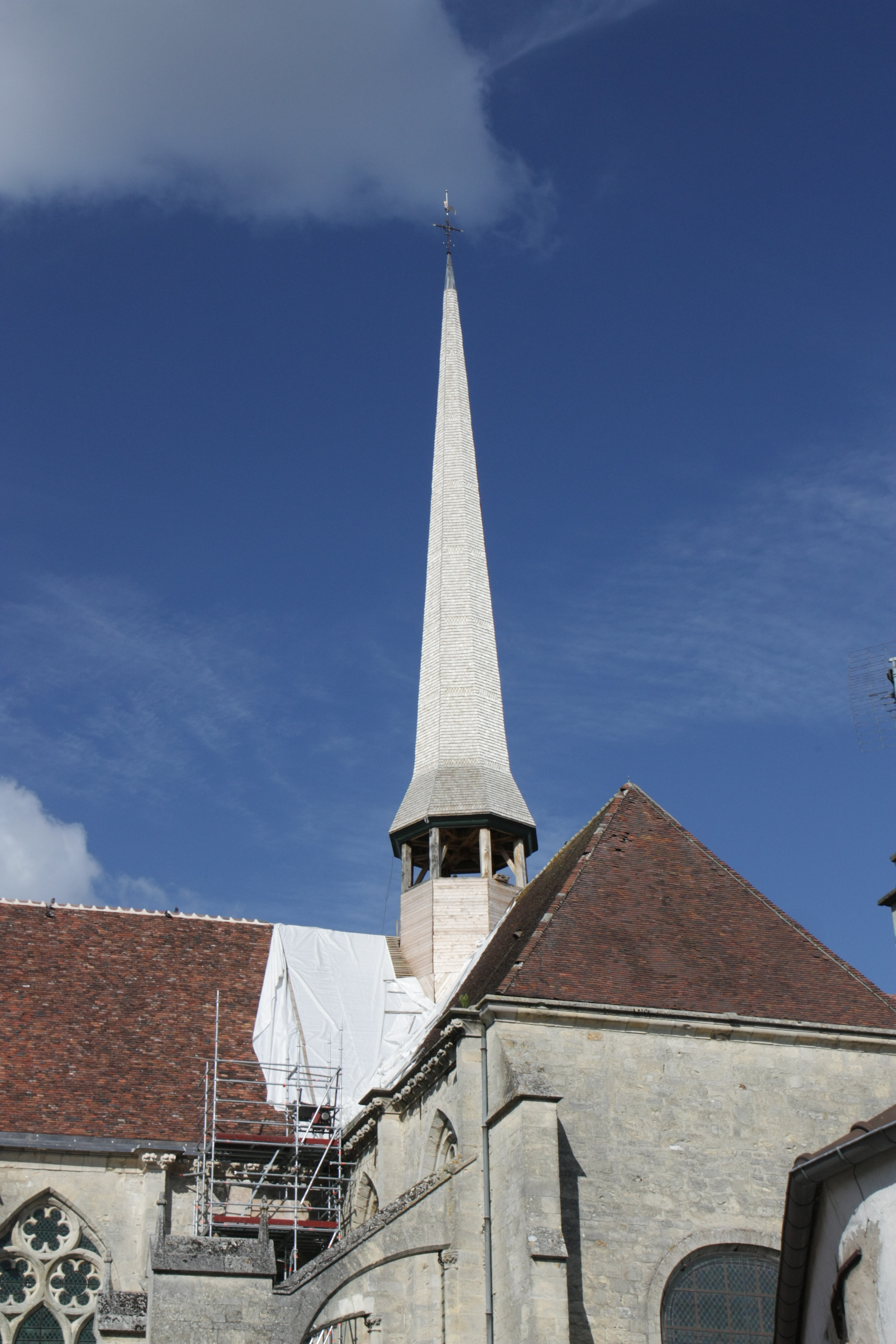
Le clocher a été remplacé en 2011.

En 1132, l'abbé Raoul Ier a signé parmi les souscripteurs de la charte de fondation de l'abbaye de Longpont.
Il y a peu de documents concernant l'abbaye et la construction de l'abbatiale actuelle. Cette église doit dater du second quart du XIIIe siècle. 
En 1370, les religieux ont préféré résister aux Anglais plutôt que de se réfugier à l'intérieur des remparts de Château-Thierry comme le leur a proposé la duchesse d'Orléans, Blanche de France qui avait exigé qu'ils détruisent leur abbaye. C'est la fin d'un siège de trois mois, le 18 septembre, jour de la saint Ferréol, qui a amené l'abandon du vocable de la Vierge pour celui de Saint-Ferréol.
L'abbé Claude Guillart a fait construire de nouveaux bâtiments conventuels, en particulier un cloître vitré. Il a fait placer de nouvelles stalles dans le chœur. À la suite des transformations, l'église est de nouveau consacrée en 1548.
Au XVIIIe siècle, la nef de l'église menaçait ruine et nécessitait des travaux importants de restauration que ni les religieux ni les habitants n'ont voulu payer. Aussi, en 1765, la partie occidentale de la nef a été démolie en conservant le clocher. Celui-ci a été détruit en 1795. La flèche qui se trouvait au-dessus de la croisée du transept s'est effondrée en 1812.
L'église a été restaurée à partir de son classement comme monument historique en 1841. Les maçonneries du bas côté nord sont alors reprises. Les parties basses de la façade du bras sud du transept sont reprises en 1889-1890.
L'église a été sérieusement endommagée pendant la Première Guerre mondiale.
Le monument est classé au titre des monuments historiques en 1846.

## Description
À l'origine, la longueur de l'église est alors de 80 m et les voûtes du vaisseau central culminent à 22 m.
Elle s'est référée dans ses grandes lignes à l'abbatiale Saint-Léger de Soissons mais avec un raffinement intérieur accru.